# 고양 원각사 불조삼경
고양 원각사 불조삼경(高陽 圓覺寺 佛祖三經)은 대한민국 경기도 고양시 일산동구 원각사에 있는 불조삼경이다. 2015년 3월 9일 경기도의 유형문화재 제301호로 지정되었다.

## 같이 보기
- 불조삼경

## 참고 자료
- 고양 원각사 불조삼경 - 국가유산청 국가유산포털